# Сухая Солоница (Лубенский район)
Сухая Солоница (укр. Суха Солониця) — село, Лубенская городская община, Лубенский район, Полтавская область, Украина.
Код КОАТУУ — 5322880402. Население по переписи 2001 года составляло 133 человека.

## Географическое положение
Село Сухая Солоница находится в 2,5 км от левого берега реки Сула, выше по течению на расстоянии в 2 км расположено село Березоточа, ниже по течению на расстоянии в 1,5 км расположено село Пески.